# 이바 라야브
압둘라힘 라야브(노르웨이어: Abdurahim Laajab, 1985년 5월 21일 ~ )는 이바 라야브(노르웨이어: Ibba Laajab)라고도 불리며, 노르웨이의 축구 선수로 포지션은 공격수이다. 2020년 현재 J2리그의 오미야 아르디자에서 활약하고 있다. 이바 라야브는 풋살 선수로도 활동하고 있으며, 노르웨이 풋살 국가대표팀에서도 활약했다.
이바 라야브는 모로코에서 태어났으나, 태어난 지 한 달 만에 노르웨이로 이민을 떠나 그 곳에서 성장했다.

## 선수 경력

### 노르웨이
이바 라야브는 볼레렝아 포트발에서 축구를 시작했다. 이후 2004년 라야브는 친구를 따라 셰이드 포트발로 팀을 옮겼다. 2005년에는 드뢰바크/프뢴 IL로 임대를 떠났다. 이후 라야브는 노르웨이 4부 리그 쇠룸잔드 IF로 이적하였다. 2006년 독일 분데스리가의 보루시아 묀헨글라트바흐의 B팀으로 이적하였으나, 단 한경기만 치르고 팀을 떠났다.
이후 노르웨이 하부 리그에서 좋은 활약을 이어서 펼쳤고, 2012년 티펠리겐의 볼레렝아 포트발과 계약을 맺었다. 볼레렝아에서 6경기를 뛰고, 스타베크 포트발로 6개월 임대를 떠났다. 2013년 FK 보되/글림트와 3년 계약을 맺으며 이적하였다.

### 허베이 화샤 싱푸
2015년 2월 25일 이바 라야브는 중국 갑급리그 허베이 화샤 싱푸로 이적하였다.

### 요코하마 FC
2016년 이바 라야브는 일본 J2리그 요코하마 FC로 이적하였다. 2017 시즌 이바 라야브는 41경기에 출전하여 25골을 몰아치며, J2리그 득점왕에 올라섰다.